# Muzeum Narodowe Laosu
Muzeum Narodowe Laosu – muzeum narodowe w Wientianie w Laosie.

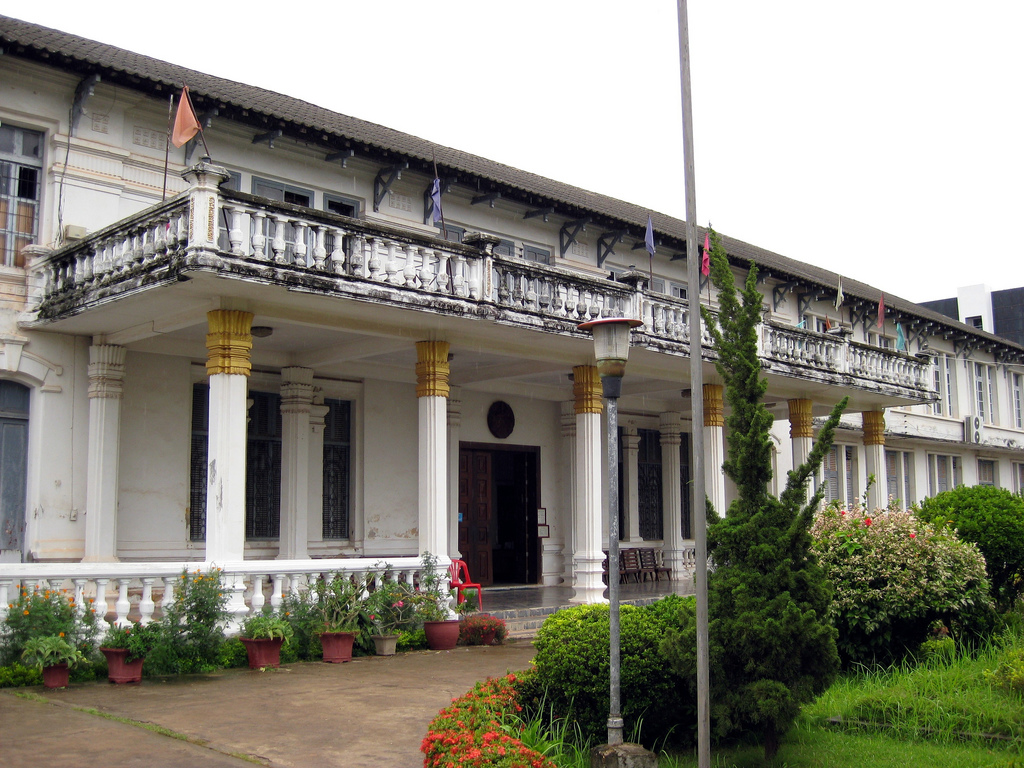
Siedziba Muzeum w latach 1985–2020.

## Historia
W 1985 roku powstało Laotańskie Muzeum Rewolucji, które w 2000 roku przemianowano na Muzeum Narodowe Laosu. W 2007 roku Stany Zjednoczone przekazały dotację na rozwój muzeum zgodnie z umową podpisaną 27 września w Wientianie przez ambasadora Ravic Huso i Thongsa Sayavongkhamdy, dyrektora generalnego Departamentu Muzeów i Archeologii w Ministerstwie Informacji i Kultury Laosu. 26 tysięcy dolarów przeznaczono na konserwację, zabezpieczenie zbiorów i szkolenie pracowników.  
1 grudnia 2017 roku z udziałem wicepremiera Sonexaya Siphandone został oddany do eksploatacji nowy budynek. Otwarcie Muzeum miało miejsce w październiku 2020 roku. W uroczystości wziął udział minister informacji, kultury i turystyki Kikeo Khaykhamphithoune. 

## Budynek
Do grudnia 2020 roku muzeum mieściło się w piętrowym budynku w stylu kolonialnym, który został zbudowany w 1925 roku jako rezydencja francuskiego gubernatora.  Podczas II wojny światowej został poważnie uszkodzony. Po wojnie odrestaurowano go i mieściło się tu Ministerstwo Obrony Narodowej, a potem gabinet premiera Królewskiego Rządu Laosu. W latach 1975–1980 budynek służył jako siedziba Departamentu Nawadniania Ministerstwa Rolnictwa, Przemysłu i Rybołówstwa. W 1980 roku, w piątą rocznicę powstania Laotańskiej Republiki Ludowo-Demokratycznej, zorganizowano w nim pamiątkową wystawę Ścieżka rewolucyjnego Laosu prezentując eksponaty związane z rewolucją i walką o niepodległość. W 1985 roku budynek po remoncie stał się siedzibą Laotańskiego Muzeum Rewolucji. Na początku 2000 roku jego nazwę zmieniono na Muzeum Narodowe Laosu.
W 2013 roku przygotowano projekt nowego budynku, który został ukończony w 2017 roku.

## Zbiory
Muzeum posiada w swoich zbiorach eksponaty pozyskane podczas wykopalisk takich jak garnki, bębny i narzędzia, kości dinozaurów oraz dokumentujące bogate dziedzictwo kulturowe i historię Laosu.